# Blas Sanchis
Blas Sanchis Bonet fue un historietista español (Amposta, 14 de abril de 1919-Deltebre, 1 de septiembre de 1995). 

## Biografía
Blas Sanchis entró a trabajar en la Editorial Bruguera en 1957. Sin alcanzar gran éxito con sus propios personajes, fue el encargado de dirigir y coordinar las series de otros artistas de la casa, en especial las de Vázquez y las de Ibáñez que se producían en la misma editorial, en el llamado "Estudio Sanchis", una verdadera escuela de futuros artistas. Dibujante por encima de historietista, hombre comprometido y esencialmente culto, no dudó en contratar los servicios de Santiago Scalabroni y  Daniel Branca, huidos de la Junta Militar argentina, y futuros activos de  Disney.
En 1978 abandonó Bruguera para crear la agencia de dibujos infantiles Estudios Bonnet S.A. que se abrió paso en el mercado internacional. Contactó con diferentes editoriales europeas, entre ellas Bastei, Kauka y Hachette, pero sería mediante la empresa danesa Gutenberghus Publishing Service, reconvertida posteriormente en Egmont, con la que tuvo una estrecha y potente relación artística. Entre diversos personajes Disney, cabe resaltar las series de Winnie the Pooh que dibujó durante diez años. El trato y la delicadeza que imprimió en el personaje le valieron el reconocimiento final a una vida dedicada al universo infantil.

## Obra
| Años | Título                                           | Publicación                    |
| ---- | ------------------------------------------------ | ------------------------------ |
| 1957 | Margarito Celemín, un vendedor muy pillín        | Pulgarcito                     |
| 1959 | Sansón García Boniato tiene cuerda para rato     | Ven y Ven                      |
| 1959 | Don Ernesto y Doña Pura, un matrimonio de altura | Selecciones de Humor de El DDT |
| 1961 | Pérez Pérez y Pérez, sociedad desanimada         | El Campeón de las Historietas  |
| 1962 | Bautista, Enriquito y Don Benito                 | Tío Vivo                       |
| 1963 | Aquí está Don Facundo                            | El Jabato Extra, El DDT        |
| 1965 | La familia Telerín                               | Din Dan                        |
| 1967 | Don Agapito                                      | Pulgarcito                     |
| 1967 | Don Tacañete                                     | El DDT                         |
| 1967 | Teresito                                         | El DDT                         |
| 1978 | Gatín                                            | Copito                         |